# José Guedes de Sousa
José Guedes de Sousa, primeiro e único barão de Pirapitingui, (Amparo, 25 de abril de 1830 — São Paulo, 10 de junho de 1897) foi um  cafeicultor brasileiro, além de tenente-coronel da Guarda Nacional e capitalista na cidade de São Paulo, onde possuía um palacete na esquina da rua Ipiranga com a rua Rio Branco. Era grande senhor de terras no município paulista de Mogi Mirim.
Filho de Vicente Guedes Barreto e de Matilde Maria de Jesus, sendo esta filha do capitão Roque de Sousa Freire e de Maria Cardoso de Camargo. Pelo lado paterno, era bisneto do capitão Francisco Barreto Leme do Prado, fundador de Campinas.
Recebeu o título de barão em 7 de maio de 1887. Era casado com Carolina Leopoldina de Almeida Lima (12 de novembro de 1842 - 25 de junho de 1892), com quem teve os filhos Alfredo, José, Mário, Olívia, Albertina, Altamira e Carolina. O primogênito, Alfredo Guedes de Sousa, foi advogado, deputado estadual e Secretário da Agricultura do Governo de São Paulo. Sua filha Olívia Guedes Penteado foi importante figura da história brasileira. Mecenas respeitável e um dos baluartes da Semana de Arte Moderna de 1922, na capital paulista. Carolina Leopoldina era irmã de Maria Higina Alves de Almeida Lima, baronesa de Ibitinga.